# Isabelle Voizeux
Isabelle Voizeux est une animatrice sourde, une artiste et comédienne française. Elle présente l’émission L'Œil et la Main sur France 5.

## Biographie
Elle est née sourde, de parents sourds. Elle est la comédienne dans l'équipe de l'International Visual Theatre. À partir de 2004, elle remplace Sandrine Herman comme présentatrice de l’émission L'Œil et la Main. Elle travaille chez « Point du Jour » et est artiste associée à la « Compagnie Rayon d'écrits » depuis 2012.
Elle vit avec un sourd et ils ont deux enfants entendants.
Elle traduit en langue des signes Barbapapa vers 20h30 sur Piwi+.

## Théâtre
- 1993 : Hanna de Levent Beskardes[3]
- 2001 : On ne badine pas avec l'amour de Cathy Gérard-Deray, d’après Alfred de Musset
- 2001 : Woyzeck de Georg Büchner[4]
- 2008 : Le Monologue du vagin de Eve Ensler, mise en scène par Philippe Galant
- 2009 : Oscar Et La Dame Rose de Éric-Emmanuel Schmitt[5]
- 2013: Elle a tant..., metteur en scène Michel Trillot, conseiller artistique (LSF) Levent Beskardes[6]
- 2014: Au-delà du silence, metteur en scène Michel Trillot[6]

## Émission de télévision
- Depuis 2004 : L'Œil et la Main

## Distinctions

### Récompenses
- Mains d'Or 2004 : Meilleur animatrice (grâce à l'émission L'Œil et la Main)
- Mains d'Or 2004 : Meilleure comédienne espoir